# Procloeon ingens
Procloeon ingens är en dagsländeart som först beskrevs av Mcdunnough 1923.  Procloeon ingens ingår i släktet Procloeon och familjen ådagsländor. Inga underarter finns listade i Catalogue of Life.